# Alfredo Alves
Alfredo Alves Tinoco (* 2. Dezember 1904 in Rio de Janeiro; † 4. Juli 1975 ebenda) war ein brasilianischer Fußballnationalspieler.

## Karriere
Tinoco spielte in seiner Karriere ausschließlich für den CR Vasco da Gama aus Rio de Janeiro. Mit diesem konnte er zweimal die Staatsmeisterschaft von Rio de Janeiro gewinnen.
Als Mitglied der Nationalmannschaft Brasiliens nahm er an zwei Spielen teil. Bei der Fußball-Weltmeisterschaft 1934 am 27. Mai kam er zum Einsatz. Außerdem bei einem Freundschaftsspiel am 24. Juni 1934 gegen eine Katalanische Fußballauswahl. Tore hat er dabei keine erzielt.

## Erfolge
- Staatsmeisterschaft von Rio de Janeiro: 1929, 1934